# Prasinocyma glauca
Prasinocyma glauca là một loài bướm đêm trong họ Geometridae.